# بخش لانس
بخش لانس (به فرانسوی: Arrondissement de Lens) یک بخش در فرانسه است که در پا-دو-کاله واقع شده‌است.